# Damien Maria
Damien Maria (18 maggio 1990) è un calciatore seychellese, di ruolo difensore.